# Gewelf

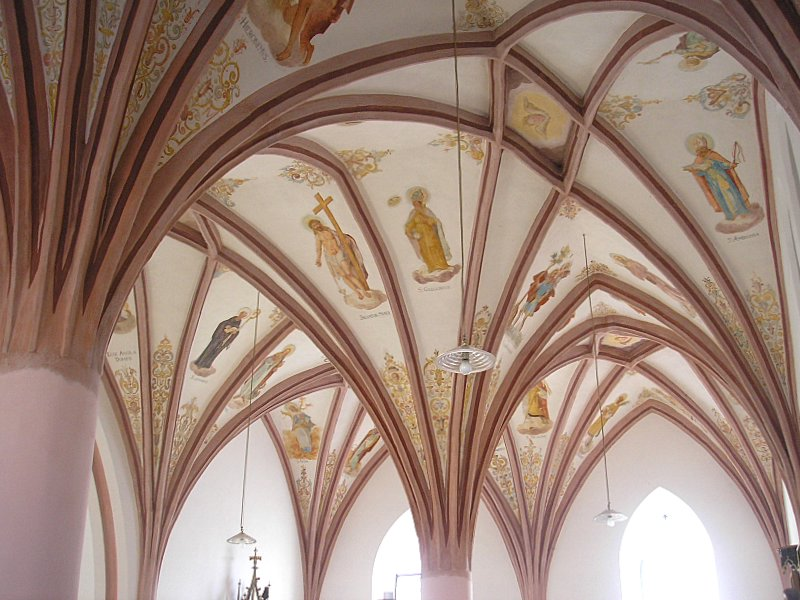
Gewelf met schildering van heiligen

Een gewelf is een gebogen schaalvormige bouwconstructie voor het vrij overdekken van een ruimte, die vooral in kerken, kelders, kasteelzalen of bruggen toegepast wordt.

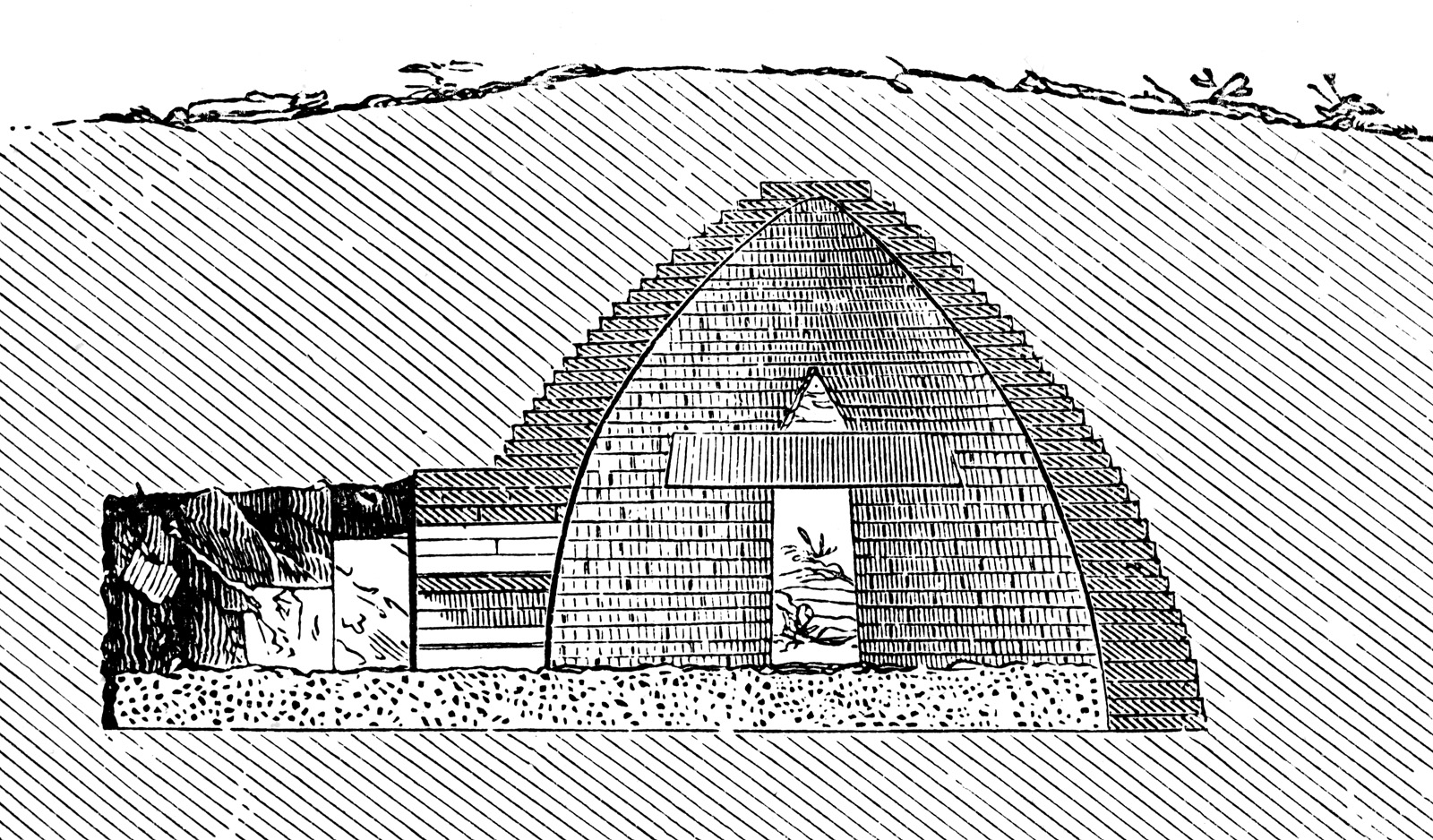
Doorsnede van het graf van Atreus, een koepelgraf uit de Myceense beschaving

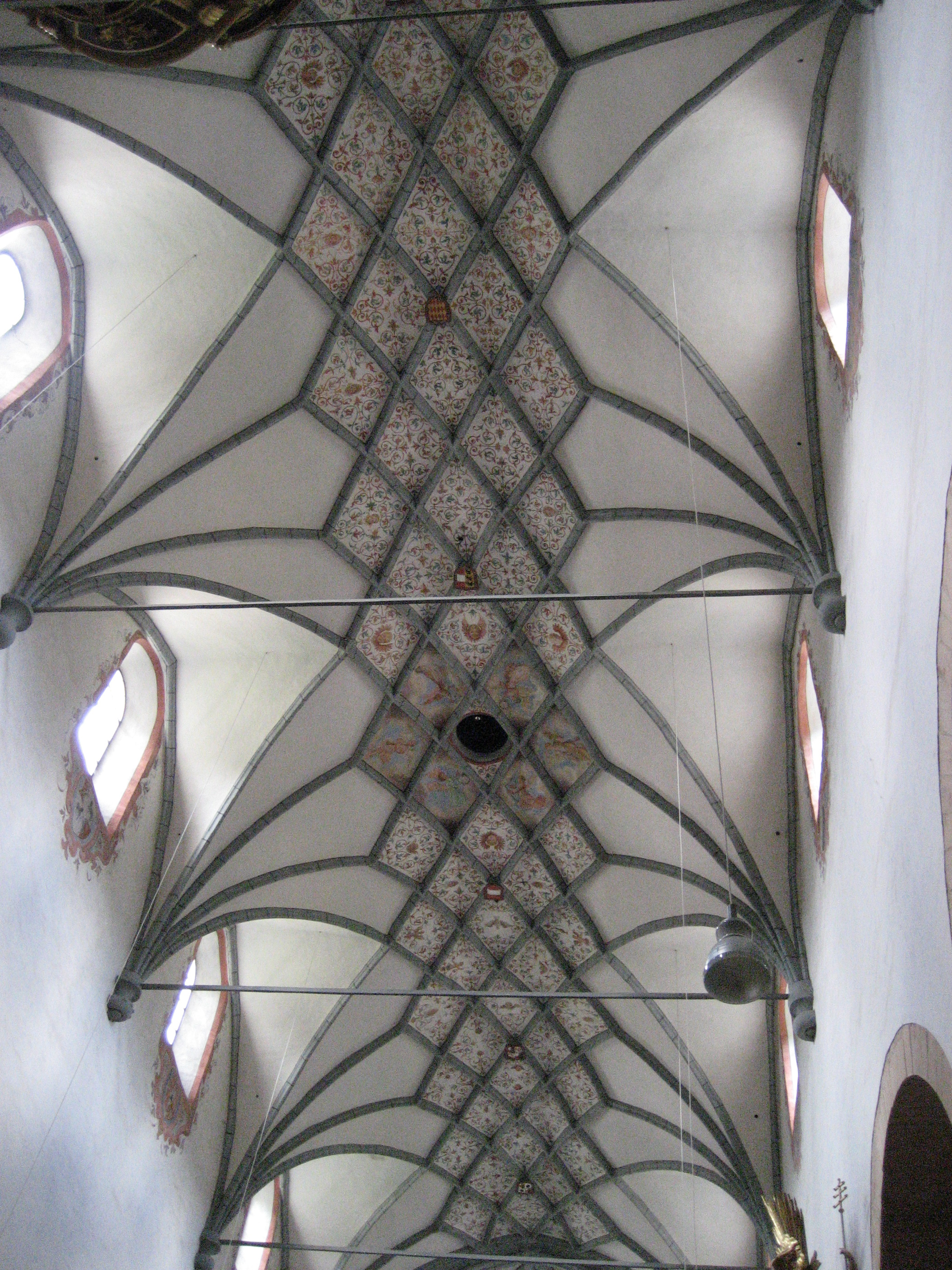
Netgewelf in de Dom van Gurk, Oostenrijk

Gewelven kunnen in allerlei materialen worden uitgevoerd, onder meer in baksteen, beton, natuursteen en hout.

## Constructie
Om een gemetseld gewelf te kunnen construeren, is meestal een formeel nodig. Bij het bouwen van ribgewelven worden alleen de ribben met het formeel ondersteund. Voor de gewelfvlakken wordt dan tijdens het uit de hand metselen een los formeel gebruikt.
Gewelven in beton uitgevoerd vragen een doorgaand formeel, of anders gezegd, dergelijke constructies vereisen een volledige bekisting.
In Byzantijnse bouwwerken metselde men bij voorkeur zonder formeel: de stenen werden zodanig geplaatst dat ze tijdens het metselen elkaar in evenwicht houden.

## Ontwikkeling van het gewelf

### Myceense beschaving
Een vroeg voorbeeld van het gebruik van een gewelf vormen de koepelgraven (tholos-graf) waarbij het gewelf van de stenen grafkamer gevormd wordt door horizontale, geleidelijk uitgekraagde concentrische steenlagen. Het gewelf heeft de vorm van een immense bijenkorf. Boven op het gewelf ligt een massa aarde die door zijn gewicht het gewelf samenhoudt. Bekendste voorbeeld: het zogenaamde graf van Atreus op de Peloponnesus, met een hoogte van 13 meter.

### Rome
De Romeinen waren zeer bedreven in de gewelfbouw. Denk aan de koepel - met een diameter van ca. 43 meter - die het Pantheon overspant. Deze kennis is in een latere periode verloren gegaan. Hiervan getuigen de eenvoudige houten kapconstructies in de vroegchristelijke en vroegromaanse bouwwerken.

### Romaans
Bij het bouwen van gewelven in de romaanse kerken werden de technieken, die de Romeinen reeds gebruikten, toegepast namelijk die van de gordelboog samen met het tongewelf. De eertijds verloren gegane kennis moest met vallen en opstaan weer eigen worden gemaakt. Een groot nadeel was dat de boog niet heel breed en de ruimte niet heel hoog kon zijn. Bij te hoog bouwen werden de muren uit elkaar geduwd waardoor de boog doorzakte en het dak instortte.
Wanneer twee tongewelven elkaar (loodrecht) kruisen ontstaat een kruisgewelf. Binnen het vierkant van de vier bogen rusten de vier gewelfdelen tegen elkaar. Op deze manier ontstaat een stabiele constructie. Het volledig ronde gewelf, dat in de romaanse stijl zo kenmerkend was, werd geleidelijk aan vervangen door het spitsvormige gewelf.

### Gotiek
Het romaanse kruisgewelf ontwikkelde zich door tot het kruisribgewelf zo kenmerkend voor de gotiek. Hierbij werden naast de gordelboog ook twee diagonaalribben gebouwd. Door het gebruik van spitsvormige bogen - met minder groot risico voor doorzakken - kon men hoger en fragieler gaan bouwen.

## Soorten gewelven
Uiteindelijk zijn er verschillende vormen van gewelven te onderscheiden:
- Tongewelf
- Spitstongewelf
- Troggewelf
- Ribgewelf
- Graatgewelf
- Kruisgewelf
- Kruisribgewelf
- Koepelgewelf
- Meloengewelf
- Netgewelf
- Stergewelf, vooral bij apsissen
- Waaiergewelf
- Kloostergewelf
- Boheemse kap
- Diamantgewelf
- Spiegelgewelf
- Tamboerijngewelf
- Opendakstoel

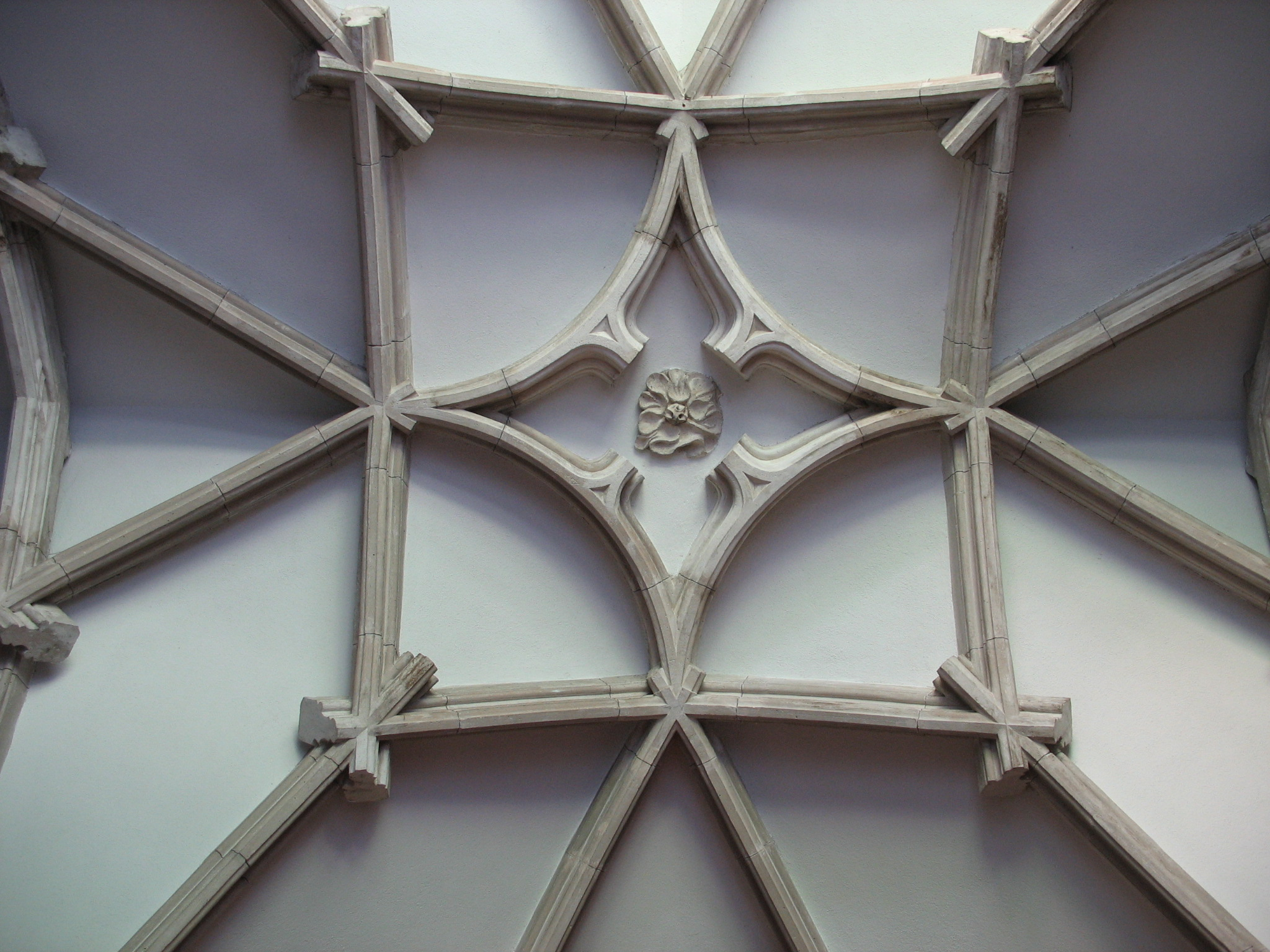
een gewelf met fantasie
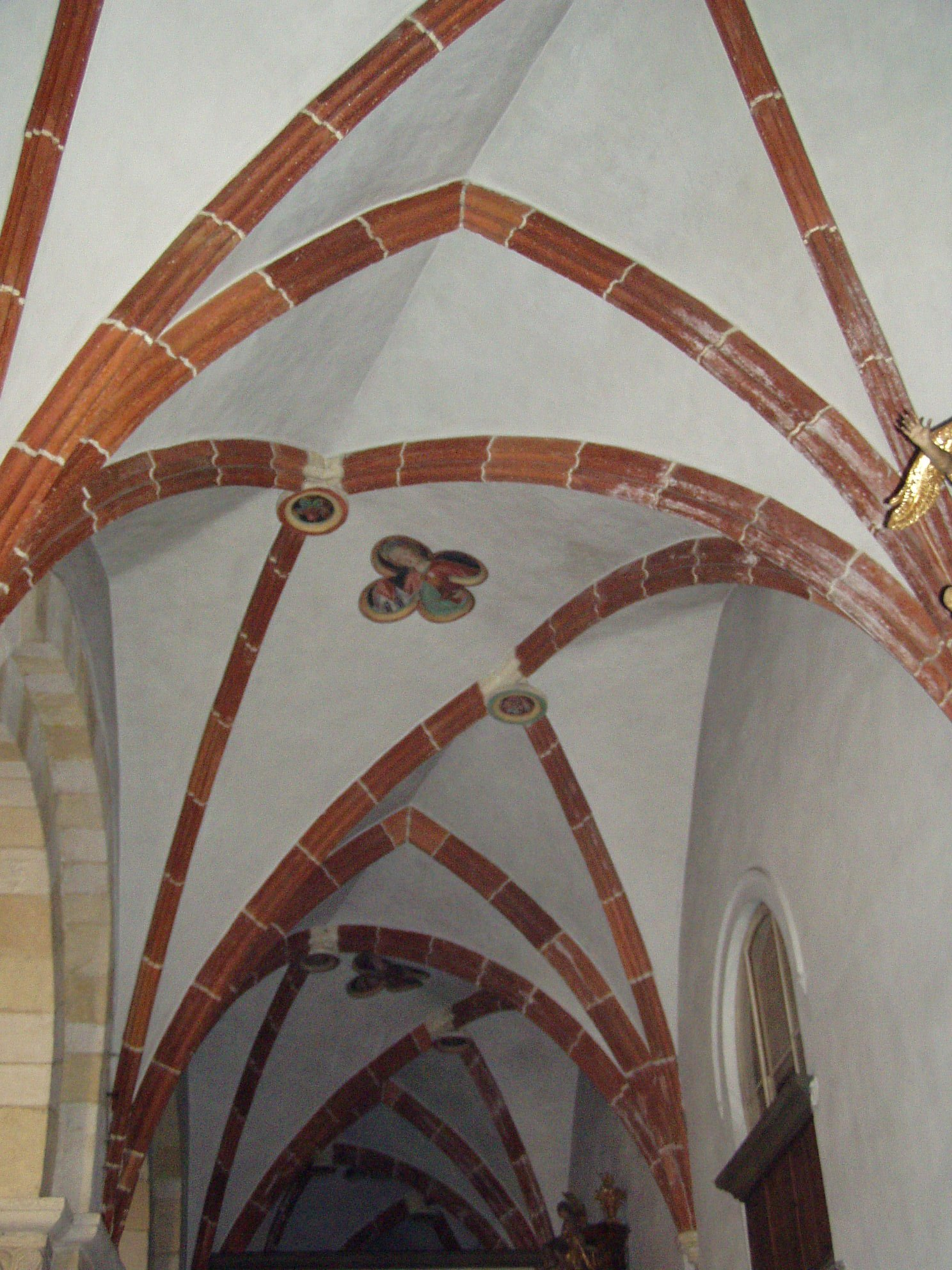
een bijzonder gewelf
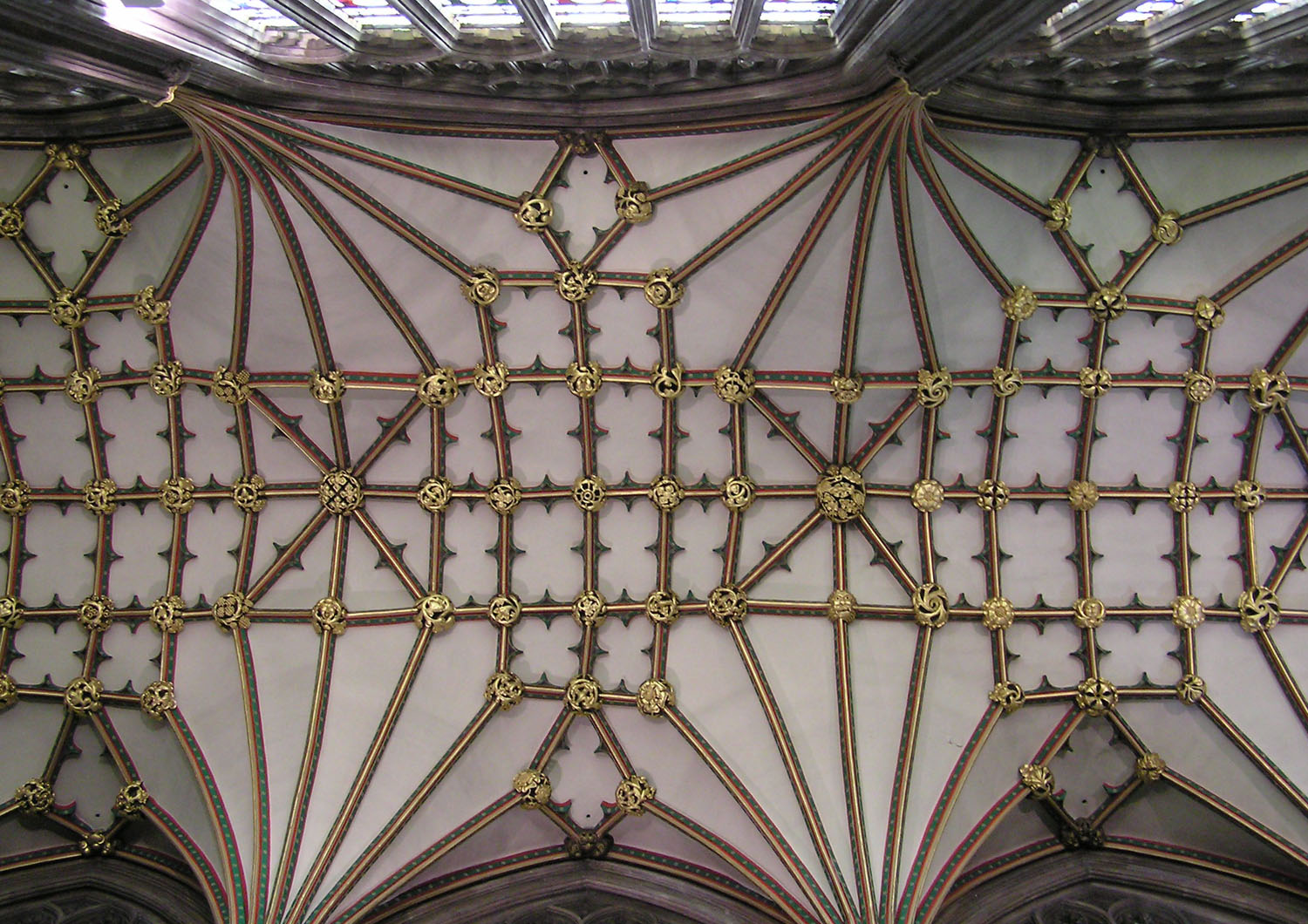
voorbeeld van een netgewelf
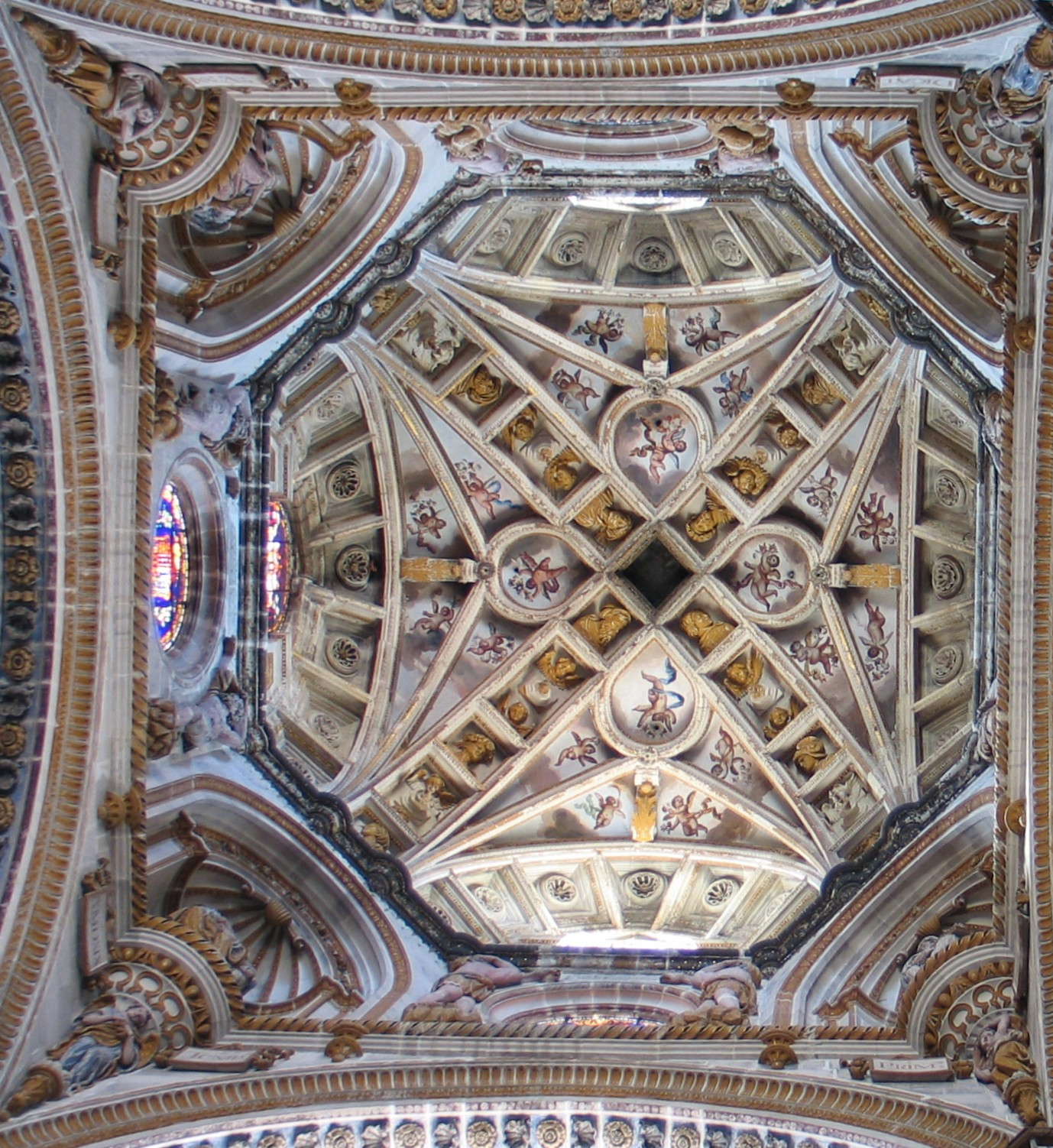
stergewelf in Granada
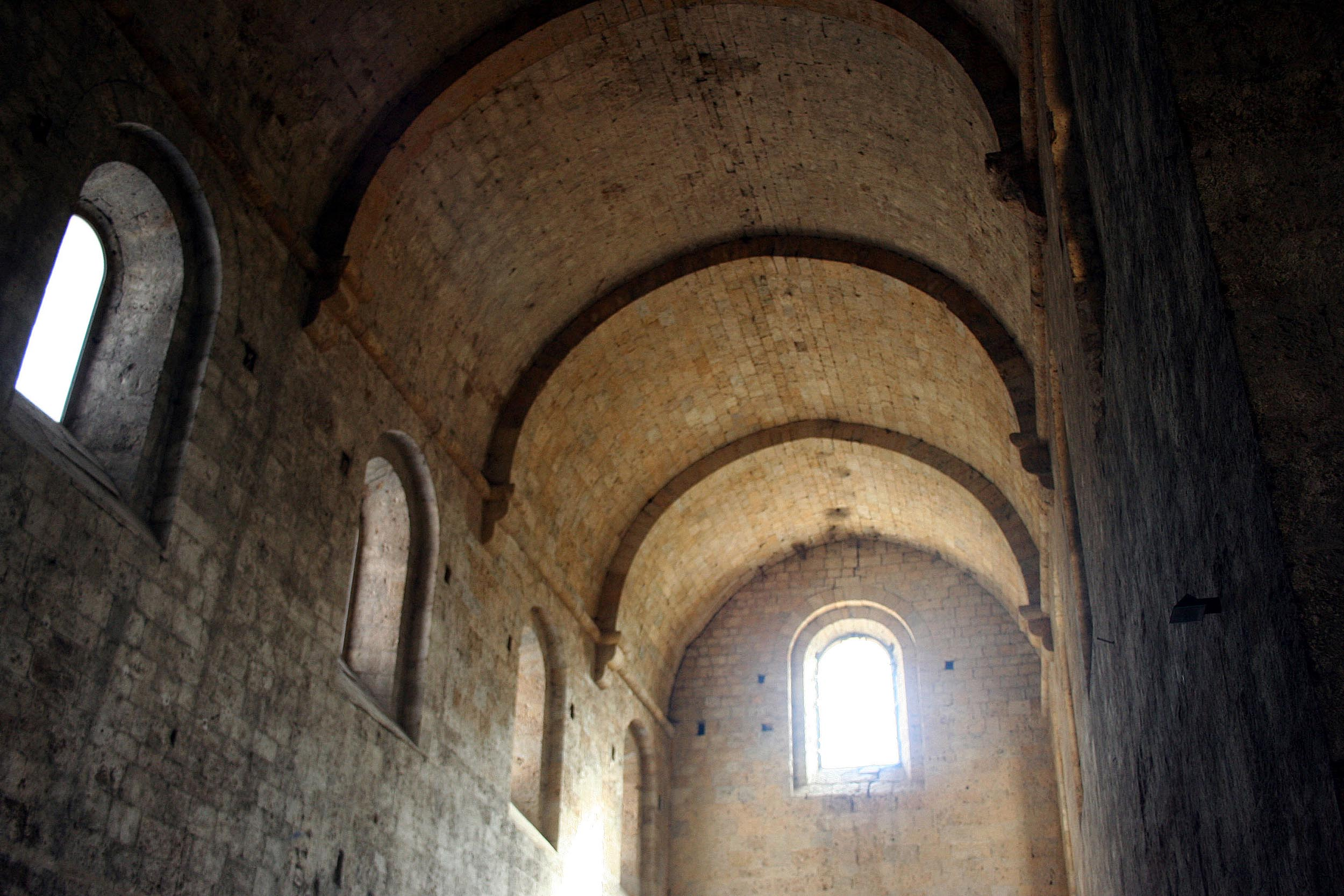
Tongewelf in Abdij Notre-Dame in Boscodon
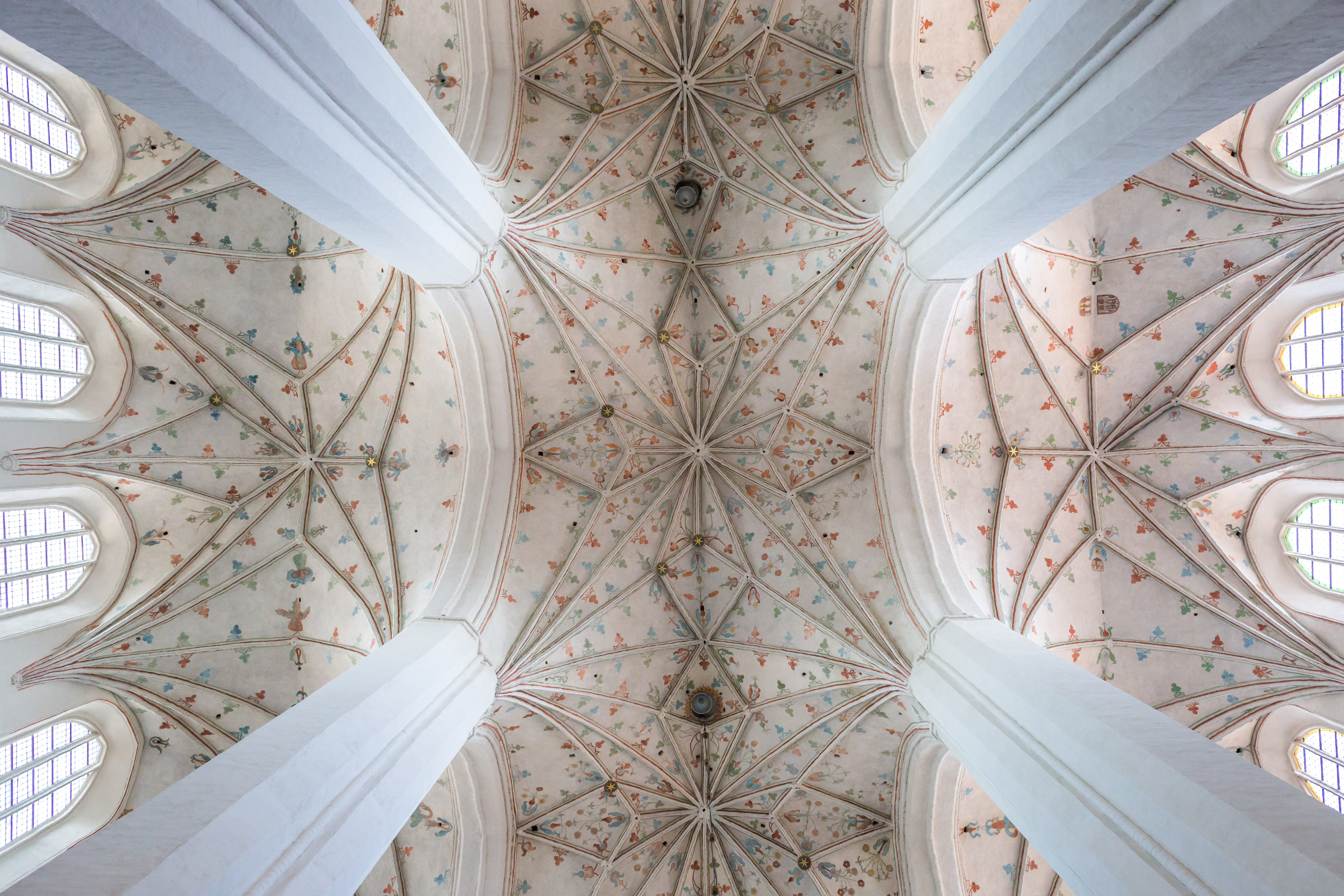
stergewelf in de kathedraal van Torun
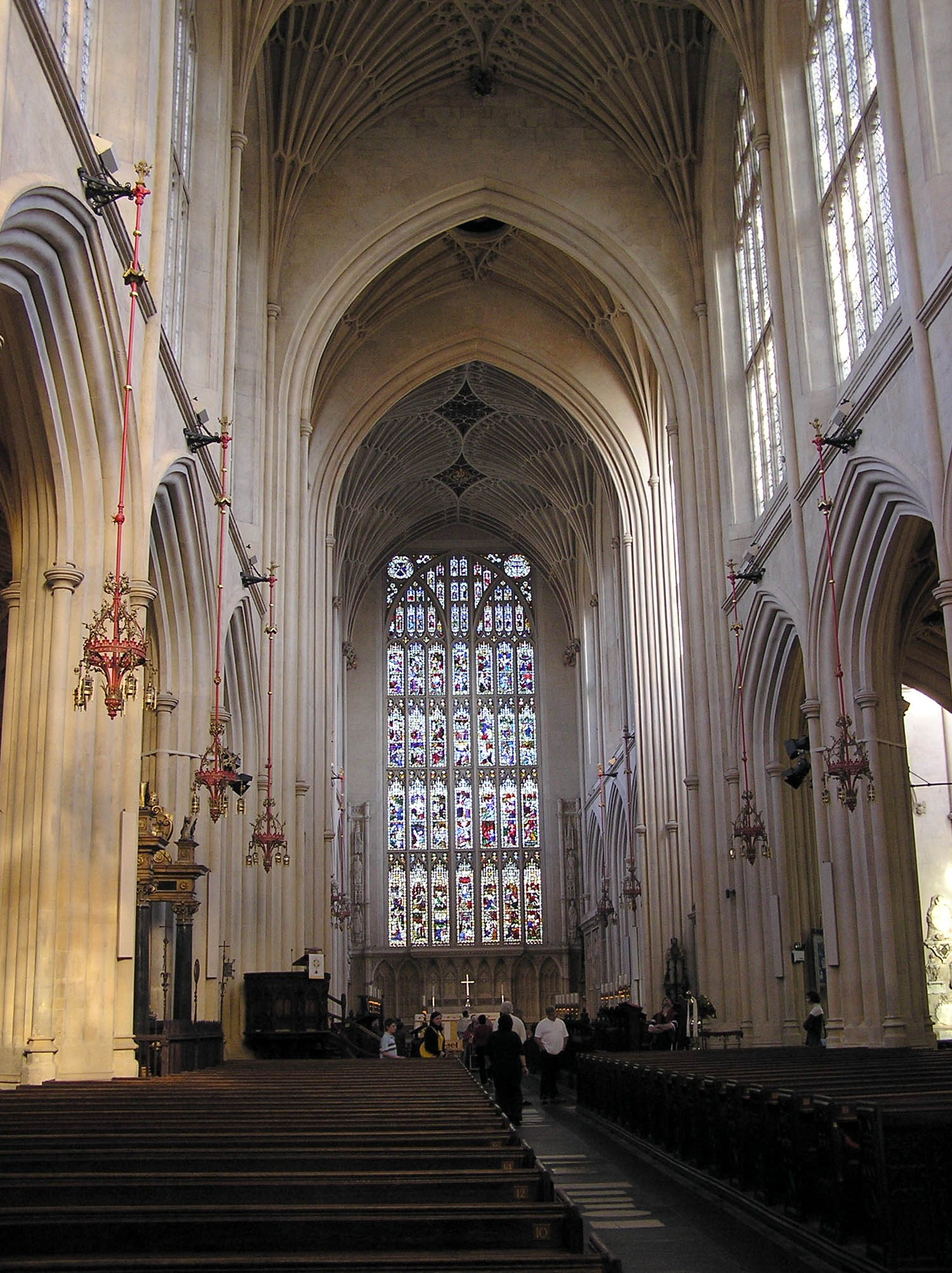
waaiergewelf in de Abdij van Bath